# Кібердівчинка
«Кібердівчинка» (англ. Cybergirl) — австралійсько-французький дитячий науково-фантастичний телесеріал. Вперше демонструвався на каналі «Network Ten». Серіал з 26-ти серій був створений Джонатаном М. Шиффом, попередня робота якого «Дитя океану», стала однією з переможців нагород Британської академії телебачення та кіномистецтва. «Кібердівчинка» також демонструвалася о 6:00 на телеканалі ABC по вівторках, а також іншими каналами поза межами Австралії. У 2007 році серіал під назвою «Cy-An 6000» виходив на телеканалі Kabillion, але реальних підстав для зміни його назву не було. В Україні серіал транслювався на «Новому каналі».

## Сюжет
Кібердівчинка-супергерой у синьому Прототип людини 6000 (англ. Human Prototype 6000) ховається під прикриттям звичайної дівчинки-підлітка Ешлі Кембелл. Насправді ж вона є «Прототипом людини 6000» (англ. Human Prototype 6000) з віддаленої планети.
Її суперсили включають надлюдську силу, надшвидкість та здатність безпосередньо взаємодіяти з електронними пристроями та комп'ютерами; вона також здатна фізично змінювати свій зовнішній вигляд між Кібердівчинкою з яскраво-синім волоссям та короткостриженою, задумливою Ешлі, а також може змінити її одяг за бажанням.
Вона була спочатку відома як Кіберкопія Прототипу людини 6000 (англ. Cyber Replicant Human Prototype), єдина створена модель свого типу. Проте вирізняється вона не лише фізичними характеристиками, а й більшою емоційністю, ніж її попередники. Вона втікає зі своєї рідної планети, щоб дослідити тих істот, за зразком яких вона власне й була створена, людей.
Для знищення Кібердівчинки з її рідної планети було надіслано двох злих Червоних Реплікантів, Ісаака та Ксандру. Вона проживає на Землі у вигаданому місті під назвою Рівер Сіті, Австралія, яке змоделювали та зняли в Брисбені. Вона зустрічає Джексона та Г'ю Кемпбеллів, які прихистили її, і вона розкриває їм своє ім'я, Кібердівчинка, та власні здібності. Джексон називає її Кі (англ. Cy), й згодом вона використовує свої сили, щоб стати більш подібною до людини; цей образ отримує ім'я Ешлі, в якому вона стає двоюрідною сестрою Джексона та племінницею Г'ю. Лише одна людина знає про справжню сутність Кібердівчинки, це її подруга та сусідка Кет.
Але не лише Касандра та Ісаак переслідують Кібердівчинку, до них приєднується ще й ком'ютерний магнат на ім'я Рісс. Однак іі дуже люблять мешканці Рівер Сіті, зокрема Кі користується підтримкою мера Бакстона, чиї доньки-близнючки Емеральд та Сапфір є великими шанувальницями супергероїні. За ірноією долі вони ігнорують в школі її як Ешлі.

## У ролях
| Актор              | Роль                        |
| ------------------ | --------------------------- |
| Аня Степ'єн        | Ешлі Кемпбелл/Кібердівчинка |
| Крейг Горнер       | Джексон Кемпбелл            |
| Йовіта Лі Шоу      | Кет Фонтейн                 |
| Марк Оуен-Тейлор   | Г'ю Кемпбелл                |
| Септімус Кетон     | Рісс                        |
| Дженніфер Конгрем  | Ксандра                     |
| Рік Андерсон       | Ісаак                       |
| Пітер Мошріє       | Рік Фонтейн                 |
| Крістін Амор       | Мейджор Бакстон             |
| Вінстон Купер      | Джорджіо                    |
| Девід Веллон       | Ромірес                     |
| Ддессіка Орільяссо | Емеральд Бакстон            |
| Ліса Орільяссо     | Сапфір Бакстон              |
| Мішель Аткінсон    | Антя                        |

## DVD-реліз
«Кібердівчинка» вийшла на DVD 4 вересня 2006 року під назвою «Кібердівчинка: Супергерой нового покоління — Усі серії». В комплект входять всі 26 епізодів на 4 DVD-дисках і розповсюджувався в Регіоні 0. Випуск включає в себе процес виготовлення/сцени, які не увійшли до серіалу, створених у форматі Electronic Press Kit, а також має багато посилань на те, що в серіях присутні виступи The Veronicas, «перш ніж вони стали знаменитими».